# 王伉
王 伉（おう こう、生没年不詳）は、中国三国時代の武将・政治家。益州蜀郡の人。蜀漢に仕えた。『三国志』蜀志「呂凱伝」に記録がある。

## 概要
劉備の死後、建寧郡の雍闓が呉と連絡を取り、蜀に対して反乱を起こした（「李恢伝」）。雍闓は呉より永昌太守に任命され、永昌郡の境に攻め寄せてきた。このとき、永昌郡と成都との連絡は閉ざされ、永昌太守も交代の途中であったため不在だった。王伉は永昌郡の府丞の職にあったため、呂凱と協力し雍闓の侵攻を防ぎきった。
建興3年（225年）春3月、諸葛亮は反乱した南中4郡の鎮圧のため南征を行なった。雍闓が高定の部下に殺害されるなどの紆余曲折もあり、4郡は無事に平定された（「後主伝」）。
諸葛亮は劉禅に上奏し、呂凱と王伉の功績を賞賛した。王伉は永昌太守となり、亭侯に封じられた。
小説『三国志演義』では、王伉は当初から永昌太守として登場し、呂凱は彼の参謀という設定になっている。諸葛亮が雍闓達を討伐し、南蛮の奥深くへ南征する時、案内役として呂凱を推挙している。